# Cicurina stowersi
Cicurina stowersi là một loài nhện trong họ Dictynidae.
Loài này thuộc chi Cicurina. Cicurina stowersi được Willis J. Gertsch miêu tả năm 1992.